# Stora Furusjön
Stora Furusjön är en sjö i Marks kommun i Västergötland och ingår i Viskans huvudavrinningsområde. Sjön har en area på 0,062 kvadratkilometer och ligger 105,3 meter över havet.

## Delavrinningsområde
Stora Furusjön ingår i det delavrinningsområde (638222-131686) som SMHI kallar för Mynnar i Viskan. Medelhöjden är 97 meter över havet och ytan är 41,5 kvadratkilometer. Räknas de 14 avrinningsområdena uppströms in blir den ackumulerade arean 325,23 kvadratkilometer. Häggån som avvattnar avrinningsområdet har biflödesordning 2, vilket innebär att vattnet flödar genom totalt 2 vattendrag innan det når havet efter 51 kilometer. Avrinningsområdet består mestadels av skog (59 %) och jordbruk (16 %). Avrinningsområdet har 0,79 kvadratkilometer vattenytor vilket ger det en sjöprocent på 1,4 %. Bebyggelsen i området täcker en yta av 6,72 kvadratkilometer eller 12 % av avrinningsområdet.